# Пёстрый стихей
Пёстрый стихей, или стихей Нозавы (лат. Stichaeus nozawae) — вид морских лучепёрых рыб из семейства стихеевых отряда скорпенообразных. Распространён в северо-западной части Тихого океана: южные Курильские острова и Охотское море, Хоккайдо, Японское море от Татарского пролива до залива Петра Великого и центральная часть Хонсю. Обитает на глубинах от 5 до 120 метров. Демерсальная рыба умеренных вод. Максимальная длина тела 60 см. Безвреден для человека, охранный статус вида не оценивался, объектом промысла не является.